# Rudolf Kamelin
Rudolf Vladímirovich Kamelin (translitera al cirílico Рудольф Камелин) (12 de agosto de 1938-1 de abril de 2016 ) fue un botánico y explorador ruso.

## Algunas publicaciones
- tse-hsiang Pen, rudolf v. Kamelin. En Flora of China, vol. 15, pp. 198: Limonium - online. (inglés)
- 1995. Notes on Cruciferae of Siberia and Mongolia. Genus Stevenia. En: Bot. Zhurn. 80 (3): 73

### Libros
- 1998. Materials for a history of the Asian flora (Altai mountain country) (en ruso). Altai state Univ. Barnaul. 240 pp.

## Honores
Género
- (Apiaceae) Kamelinia F.O.Khass. & I.I.Malzev[1]

Especies
- (Apiaceae) Lithosciadium kamelinii (V.M.Vinogr.) Pimenov ex Gubanov[2]
- (Asteraceae) Jurinea kamelinii Iljin[3]
- (Asteraceae) Tanacetopsis kamelinii Kovalevsk.[4]
- (Boraginaceae) Eritrichium kamelinii S.V.Ovczinnikova[5]
- (Boraginaceae) Myosotis kamelinii O.D.Nikif.[6]
- (Brassicaceae) Arabis kamelinii Botsch.[7]
- (Iridaceae) Iris kamelinii Alexeeva[8]
- (Lamiaceae) Phlomoides kamelinii Makhm.[9]
- (Leguminosae) Ammopiptanthus kamelinii Lazkov[10]
- (Leguminosae) Astragalus kamelinii Podlech[11]
- (Leguminosae) Hedysarum kamelinii N.Ulziykh.[12]
- (Leguminosae) Oxytropis kamelinii Vassilcz.[13]
- (Liliaceae) Gagea kamelinii Levichev[14]
- (Papaveraceae) Corydalis kamelinii Kurbanov[15]
- (Poaceae) Stipa kamelinii Kotukhov[16]
- (Polypodiaceae) Polypodium kamelinii Shmakov[17]
- (Ranunculaceae) Aconitum kamelinii A.A.Solovjev[18]
- (Rosaceae) Potentilla kamelinii Lazkov[19]
- (Scrophulariaceae) Scrophularia kamelinii Botsch. & Kurbanov[20]
- (Valerianaceae) Valeriana kamelinii B.A.Sharipova[21]

- La abreviatura «Kamelin» se emplea para indicar a Rudolf Kamelin como autoridad en la descripción y clasificación científica de los vegetales.[22]